# دوکوایلر
دوکوایلر (به آلمانی: Dockweiler) یک شهر در آلمان است که در فولکانایفل واقع شده‌است. دوکوایلر ۶۷۴ نفر جمعیت دارد.